# Campionati mondiali di short track 1995
I Campionati mondiali di short track 1995 sono stati la 20ª edizione della competizione organizzata dalla International Skating Union. Si sono svolti dal 1° al 3 marzo 1995 a Gjøvik, in Norvegia.

## Podi

### Donne
| Evento              | Oro                          | Tempo        | Argento                      | Tempo    | Bronzo                     | Tempo   |
| Classifica generale | Chun Lee-kyung Corea del Sud | 13 punti     | Wang Chunlu Cina             | 12 punti | Kim Yun-mi Corea del Sud   | 6 punti |
| 500 m               | Wang Chunlu Cina             | 45.72        | Isabelle Charest Canada      | 45.80    | Kim Yun-mi Corea del Sud   | 45.82   |
| 1000 m              | Wang Chunlu Cina             | 1:45.21      | Chun Lee-kyung Corea del Sud | 1:45.39  | Kim So-hui Corea del Sud   | 1:45.47 |
| 1500 m              | Chun Lee-kyung Corea del Sud | 2:46.73      | Kim So-hui Corea del Sud     | 2:46.75  | Wang Chunlu Cina           | 2:46.99 |
| 3000 m              | Chun Lee-kyung Corea del Sud | 5:02.18      | Kim Yun-mi Corea del Sud     | 5:06.54  | Evgenija Radanova Bulgaria | 5:07.93 |
| Staffetta 3000 m    | Cina                         | 4:24.68 (WR) | Italia                       | 4:24.75  | Giappone                   | 4:26.57 |

### Uomini
| Evento              | Oro                        | Tempo        | Argento                     | Tempo   | Bronzo                                                | Tempo   |
| Classifica generale | Chae Ji-hoon Corea del Sud | 15 punti     | Marc Gagnon Canada          | 6 punti | Frédéric Blackburn Canada Song Jae-geun Corea del Sud | 5 punti |
| 500 m               | Chae Ji-hoon Corea del Sud | 43.98        | Mirko Vuillermin Italia     | 44.25   | Maurizio Carnino Italia                               | 44.40   |
| 1000 m              | Marc Gagnon Canada         | 1:35.38      | Frédéric Blackburn Canada   | 1:35.42 | Maurizio Carnino Italia                               | 1:35.57 |
| 1500 m              | Chae Ji-hoon Corea del Sud | 2:30.47      | Eric Flaim Stati Uniti      | 2:30.52 | Lee Joon-ho Corea del Sud                             | 2:31.11 |
| 3000 m              | Chae Ji-hoon Corea del Sud | 4:56.29      | Song Jae-geun Corea del Sud | 4:58.97 | Frédéric Blackburn Canada                             | 5:03.39 |
| Staffetta 5000 m    | Canada                     | 7:09.76 (WR) | Italia                      | 7:11.44 | Giappone                                              | 7:11.71 |

## Medagliere
| Pos.   | Paese         | Oro | Argento | Bronzo | Totale |
| ------ | ------------- | --- | ------- | ------ | ------ |
| 1      | Corea del Sud | 7   | 4       | 5      | 16     |
| 2      | Cina          | 3   | 1       | 1      | 5      |
| 3      | Canada        | 2   | 3       | 2      | 7      |
| 4      | Italia        | 0   | 3       | 2      | 5      |
| 5      | Stati Uniti   | 0   | 1       | 0      | 1      |
| 6      | Giappone      | 0   | 0       | 2      | 2      |
| 7      | Bulgaria      | 0   | 0       | 1      | 1      |
| Totale | Totale        | 12  | 12      | 13     | 37     |